# История на Република Ирландия
Държавата, известна днес като Република Ирландия, се образува когато двадесет и шест графства се отцепват от Обединеното кралство през 1922 г. Останалите шест графства на острова Ирландия остават част от кралството под името Северна Ирландия.
Държавата е била известна под различни имена през годините. След изборите за парламент през 1918 г. националистически политици провъзгласяват създаването на „Ирландската република“ (на английски: Irish Republic) през 1919 г., но независимост е извоювана чак през 1922 г., когато е създадена „Ирландската независима държава“ (на английски: Irish Free State). През 1937 г. държавата е прекръстена само на „Ирландия“ (на английски: Ireland). През 1949 г. придобива сегашното си име „Република Ирландия“ (на английски: Republic of Ireland) след като е провъзгласена за република.

## Каменна и Бронзова ера
Първите хора се появяват на острова през осмото хилядолетие пр. Хр. след края на ледниковата епоха. Счита се, че те дошли от Шотландия и били ловци и събирачи на диви плодове. През неолита в Ирландия се появяват земеделието и грънчарството (най-вероятно под културното влияние на Европа и съседния остров Великобритания). От това време са мегалитните строежи, които могат да се видят из цялата страна (около 1200 на брой). Първите метални находки (даващи началото на Бронзовата епоха) датират към 2500 г. пр. Хр. Златните съкровища от тази епоха са едни от най-многобройните в Европа.

## Идването на келтите
Няма единодушие по въпроса кога на острова са дошли келтите и дали въобще може да става дума за еднократно заселване или това се е случвало в продължение на дълъг период от време. Съдейки по генните изследвания и липсата на археологически доказателства за една голяма вълна от преселници, най-вероятно заселването е станало постепенно, чрез непрекъснато преместване на хора от континента (и по-специално от Иберийския полуостров – мястото, откъдето според митовете произхождат предците на ирландците). Самите те са били генетично пред-индоевропейци, нещо което е в съзвучие с модерното схващане, че индоевропеизацията на континента е следствие не на някаква хипотетична огромна вълна завоеватели, а по-скоро на културна дифузия: заселването на не толкова големи групи индоевропейци (в чисто езиков смисъл) в някои региони, търговия и други преки контакти. Както и да е протекъл процесът, факт е, че около настъпването новата ера Ирландия била вече келтска страна.
Към 400 г. сл. Хр. един от клановете успява да завладее земите на днешен Ълстър, а част от жителите му преминават морето и колонизират областта Аргайл в Шотландия, където обединението им с пиктите дава началото на шотландското кралство.

## Християнството
През IV и V век с почти пълна хегемония над „Изумрудения остров“ се сдобива династията И Нийл (на ирландски: Uí Néill). Ирландски пирати опустошават близките крайбрежия и дори основават свои кралства в Корнуол, Уелс и страната на пиктите. Някъде по това време на острова прониква и християнството. Една легенда приписва на свети Патрик прогонването на змиите – може би алегория за изчезването на старата друидска религия (в която змиите играели главна роля). Новата вяра сравнително бързо измества езичеството, но без да го унищожава докрай. На тази толерантност и въвеждането на латинския език се дължи и писменото фиксиране на много от традиционните келтски вярвания, митове и легенди. В обстановката, последвала разпада на Западната римска империя, манастирите в този отдалечен край на тогавашния свят стават културни центрове от общо-европейски мащаб и спомогат за съхраняването на римското наследство на запад.

## Средновековие
През ранното Средновековие държавното устройство в Ирландия е доста хаотично и съчетава старите родово-племенни традиции и новия феодализъм. Страната е разделена на 80 – 100 области (на ирландски: túath, мн.ч. túatha – буквално „народ, племе“). Във всяка от тях свободните граждани избират свой местен крал (rí túaithe). Над него стои провинциалният крал (Rí ruirech) – такива са и представителите от вече споменатата династия И Нийл. Най-силният крал, или този, който упражнява контрол над по-голямата част от Ирландия, се нарича висш крал (Ard rí). Освен местния владетел, в туатите съществува и орган, подобен на парламент, наречен „онах“ (oenach), който се занимава с взимането политически решения, избиране краля и обявяване на война. На дъното на пирамидата са стояли несвободните граждани. Кралете, свещениците и поетите са имали сакрален статус (поне в ранните стадии от развитието на обществото). Един от най-важните източници за социалната структура от този период са Брехонските закони, записани между 600 и 900 г. сл. Хр.
В края на VIII век започват чести викингски нападения. При някои от тях завоевателите построяват крайбрежни крепости, от които предприемат грабителски походи към вътрешността на острова. Много от големите ирландски градове са основани именно от викинги: Дъблин, Корк, Лимерик, Уотърфорд, Уексфорд. Един от нашествениците дори се обяява за крал на Дъблин и династията му доминира над голяма част от острова до 1014 г. Тогава един от местните владетели, Бриан Бору (Brian Bóruma mac Cennétig), предявява права върху титлата „висш крал“ и в съюз с впоследствие наследилия го Маел Шехнал (Máel Sechnaill mac Domnaill) разгромява викингите и техните ирландски съюзници. Наследниците на Бору обаче не успяват да затвърдят властта си и страната продължава да бъде раздирана от междуособици за територии чак до норманското нашествие през 1169 г.
Дошли първоначално като наемници, норманите от Уелс възстановяват Диърмат мак Мурхада (Diarmait Mac Murchada) като висш крал, който назовава за свой наследник нормана Ричард де Клеър (Richard de Clare). Страхувайки се от възникването на втора норманска държава в опасна близост, английският крал Хенри II побърза да се присъедини към васала си в Ирландия и прави острова английско владение. През следващите векове постепенното раздробяване на норманските феодални земи, насочването на английското внимание към дела̀ на континента и в Британия, както и чумната епидемия от XIV век спомагат за това владенията на нашествениците да бъдат свити до една малка област около Дъблин, а в останалите региони норманите да бъдат до голяма степен асимилирани.

## Ново време
През XVI в. след дълги и кръвопролитни войни, ирландските барони са принудени да склонят глава пред английските крале и Ирландия е окончателно покорена от по-силния си съсед. Скъсването на Хенри VIII с католицизма и отказът на ирландците, да станат протестанти подобно на англичаните, шотландците и уелсците, задълбочава конфронтацията между местните и короната. Като мярка срещу нови въстания, британското правителство започва политика на колонизация, заселвайки (особено в бунтовната северна провинция Ълстър) английски и шотландски протестанти. Серия от наказателни закони дискриминира католиците и ги изключва от властта, а от 1656 година отказът им да положат клетва, с която се отказват от убежденията си, води до конфискация на две трети от имуществото им. XVII век е може би най-кървавият в историята на страната: първо въстанието от 1641 г. става причина за 11-годишна война, а в края на века Ирландия става бойно поле във войната между Джеймс II и Уилям III. През 1798 г. под влияние на Френската революция новосформираното Общество на обединените ирландци вдига въстание против британското управление (на ирландски: Éirí Amach 1798), но то отново е кърваво потушено въпреки френската военна помощ. След него през 1801 г. и последните остатъци от самоуправлението на Ирландия са премахнати и тя става част от Обединеното Кралство на Великобритания и Ирландия.
През XIX в. населението достига 8 милиона, но „големия картофен глад“ в периода 1845 – 1849 г., когато умират над 1 млн. души и вълната на последвалата емиграция го стопяват до 4,4 млн. Оттогава емигрантството се превръща в масово явление за Ирландия.

## Съвременна история
Въвеждането на известна автономия за Ирландия през 1912 година става причина за разделянето на страната на юнионисти (Ълстърски доброволци) и националисти (Ирландски доброволци). Начало на насилието между двете групи полага Великденският бунт през 1916 г. Целта на въстаналите е „откъсването“ на страната от Обединеното кралство и създаването на независима ирландска република. Той е бързо потушен от английските власти с помощта на юнионистите. Виждайки невъзможността да извоюват свободата си в открита война с монархията, републиканците избират пътя на партизанската, терористична война. Изборите от 1918 довеждат на власт партията Шин Фейн, която едностранно прекратява отношенията на страната с Британската монархия и обявява Ирландия за независима република. Ирландската републиканска армия, водена от Майкъл Колинс (Micheál Seán Ó Coileáin) създава своя мрежа от шпиони, които донасят за всяко действие на официалните власти, и извършва атентати срещу войници, полицаи и агенти на британските власти. Ескалацията на насилието и неспособността на правителството в Лондон да се справи с ИРА или да постигне мирно споразумение с политически доминиращата в Ирландия партия Шин Фейн (отказваща да се съгласи с каквото и да било, освен независимост) довежда до подписването на Англо-ирландския договор от 1921 г., който дава на 26 графства независимост, докато Северна Ирландия (шест графства) запазва възможността по свое желание да излезе от новата свободна държава. Това се и случва, тъй като в северната част на острова натежава наследството на колонизацията: протестантите са ядрото на юнионистите, а военното крило на Ълстърските доброволци още от самото начало на конфликта отвръща на насилието, прилагано от ИРА, с не по-малка бруталност и решителност.
След официалното прогласяване на републиката самата ИРА е разделена по въпроса за Северна Ирландия и части от нея са против договора. Водената в периода 1922 – 1923 г. гражданска война между привърженици на споразумението с Великобритания и неговите противници завършва с победа на по-умерените, което води и до успокояването на положението в южна Ирландия. През 1937 г. е приета нова конституция, обявяваща създаването на държавата Ирландия (наричана на ирландски език Ейре), а през 1949 г. тя добива пълната си независимост и напуска Британската общност на нациите.